# أوتاغو
أوتاغو (بالإنجليزية: Otago) (/əˈtɑːɡoʊ, oʊ-, ɒ-/; New Zealand ‎[əˈtɐːɡɐʉ̯]‏ )، هي أقليم من نيوزيلندا يق في جنوب الجزيرة الجنوبية التي يديرها مجلس أوتاغو الإقليمي. وتبلغ مساحتها حوالي 32,000 كيلومتر مربع (12,000 ميل2)، مما يجعلها ثالث أكبر منطقة حكومية محلية في البلاد. في يونيو 2016، كان عدد سكانها 219,200 نسمة.

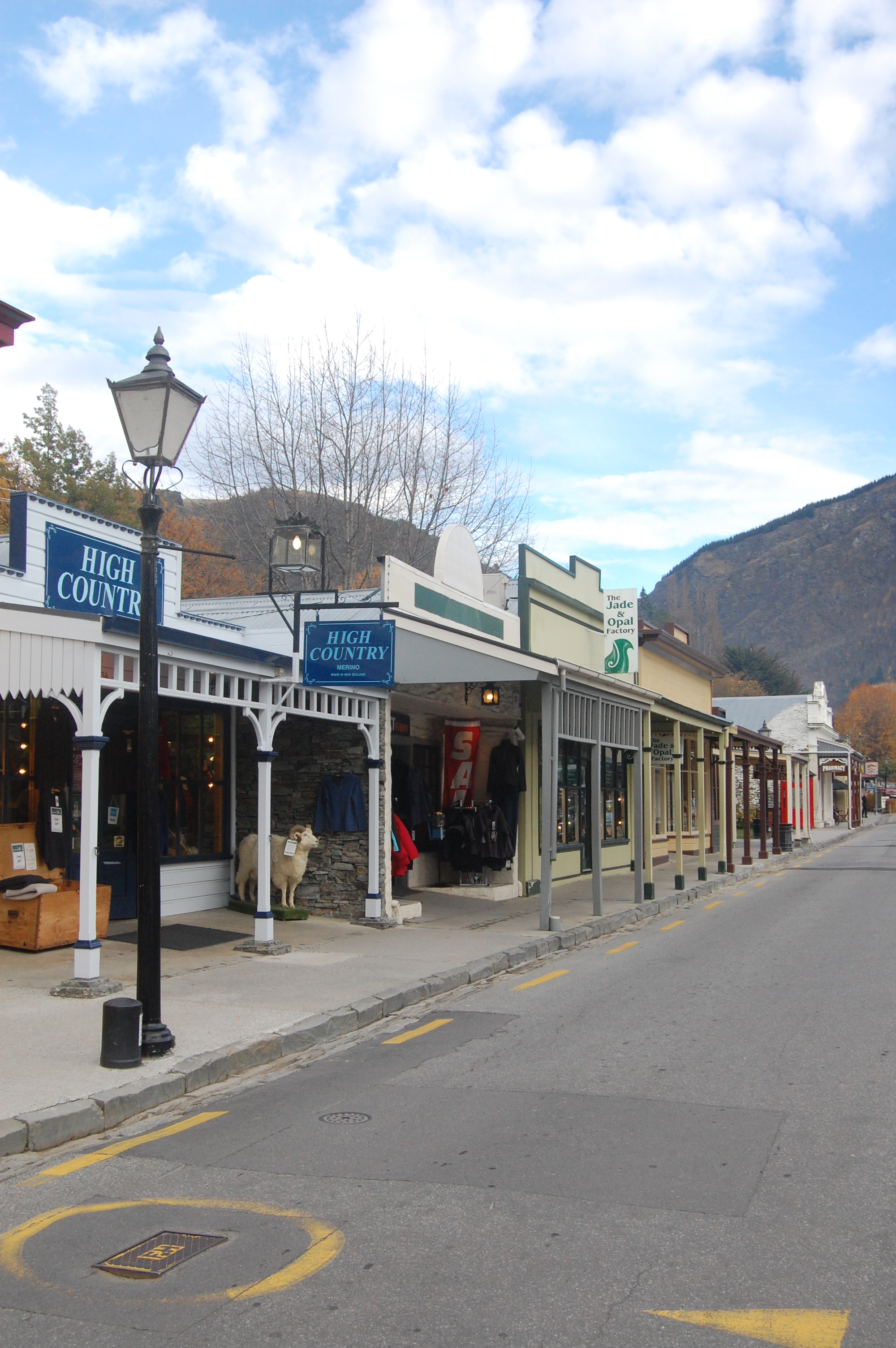
Arrowtown, a historic mining town

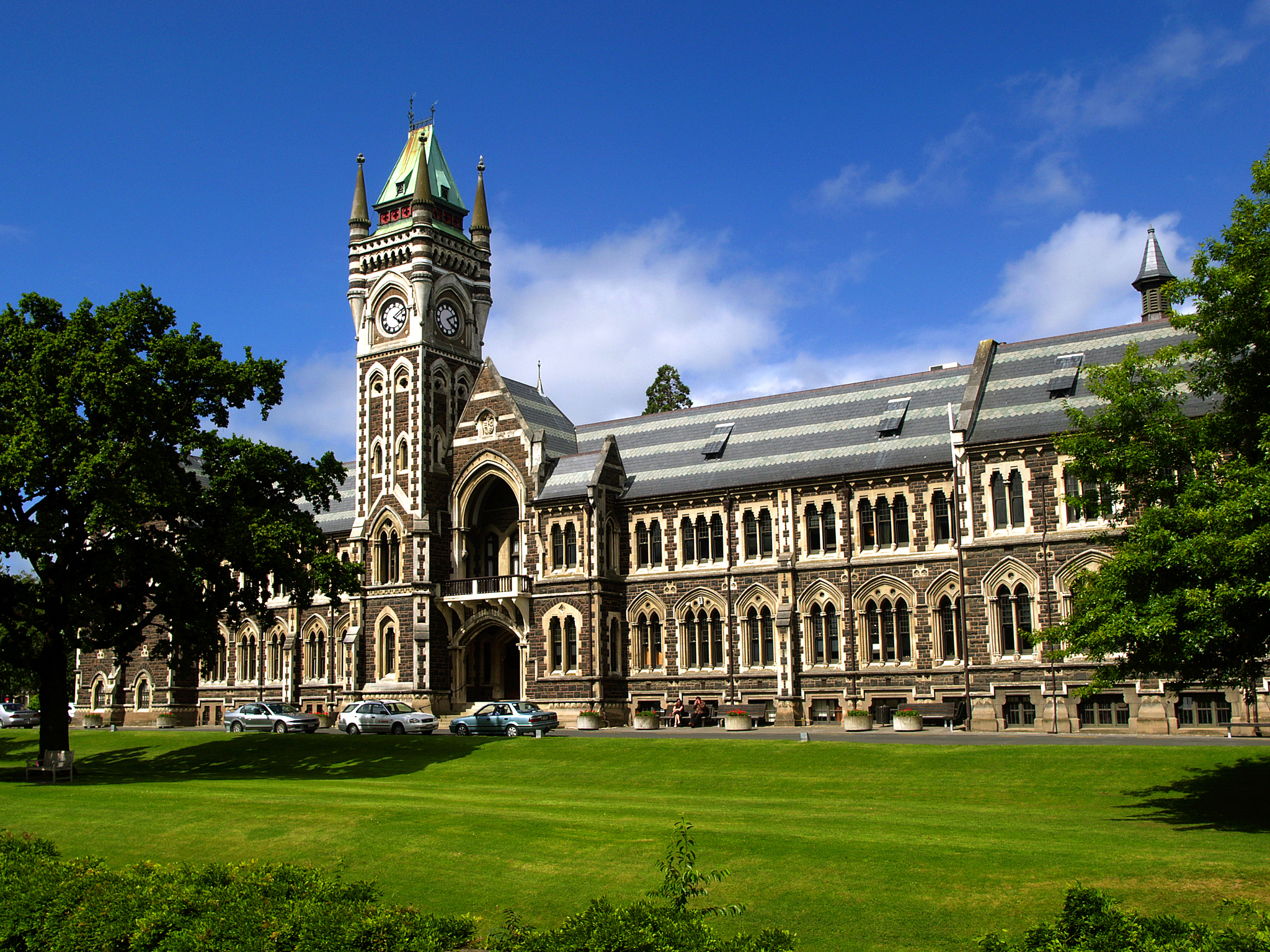
جامعة أوتاغو، أقدم جامعة في نيوزيلندا

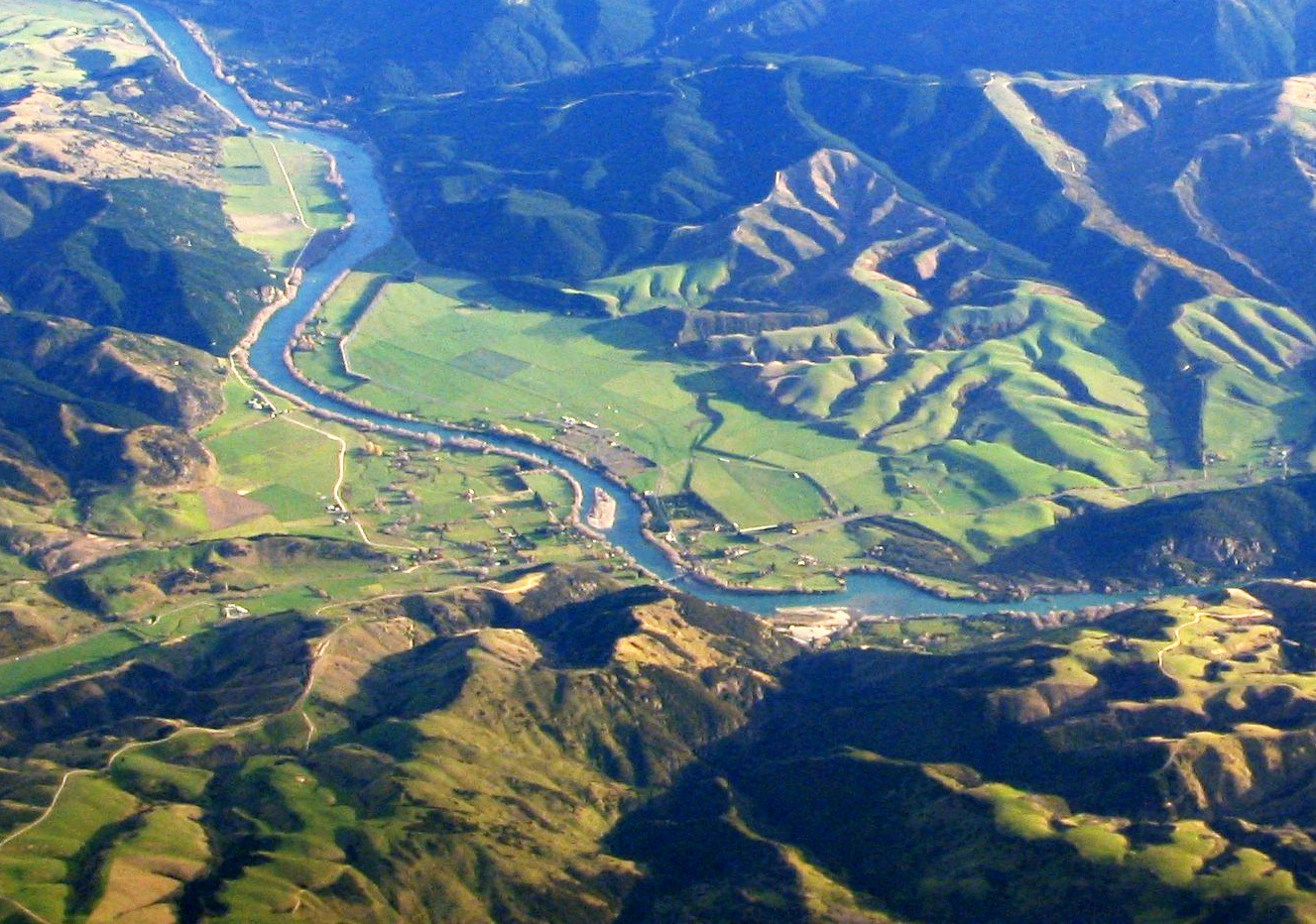
Aerial photo of Beaumont area in Otago, looking southwest. State Highway 8 runs from left to right across the photo (only visible in the right half), and crosses the Clutha River just below centre.

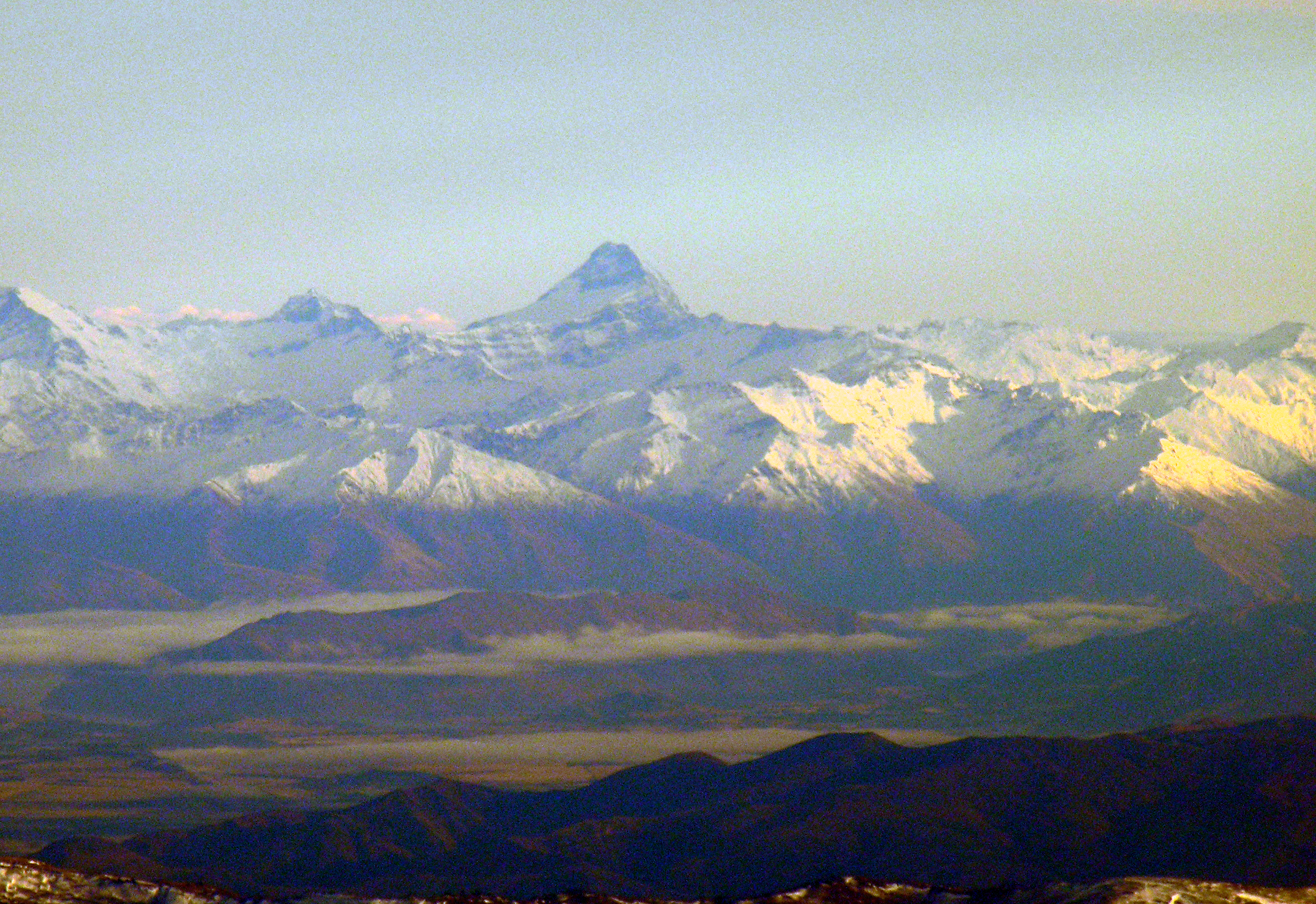
Mount Aspiring / Tititea is New Zealand's highest mountain outside the اوراكي/جبل كوك region.

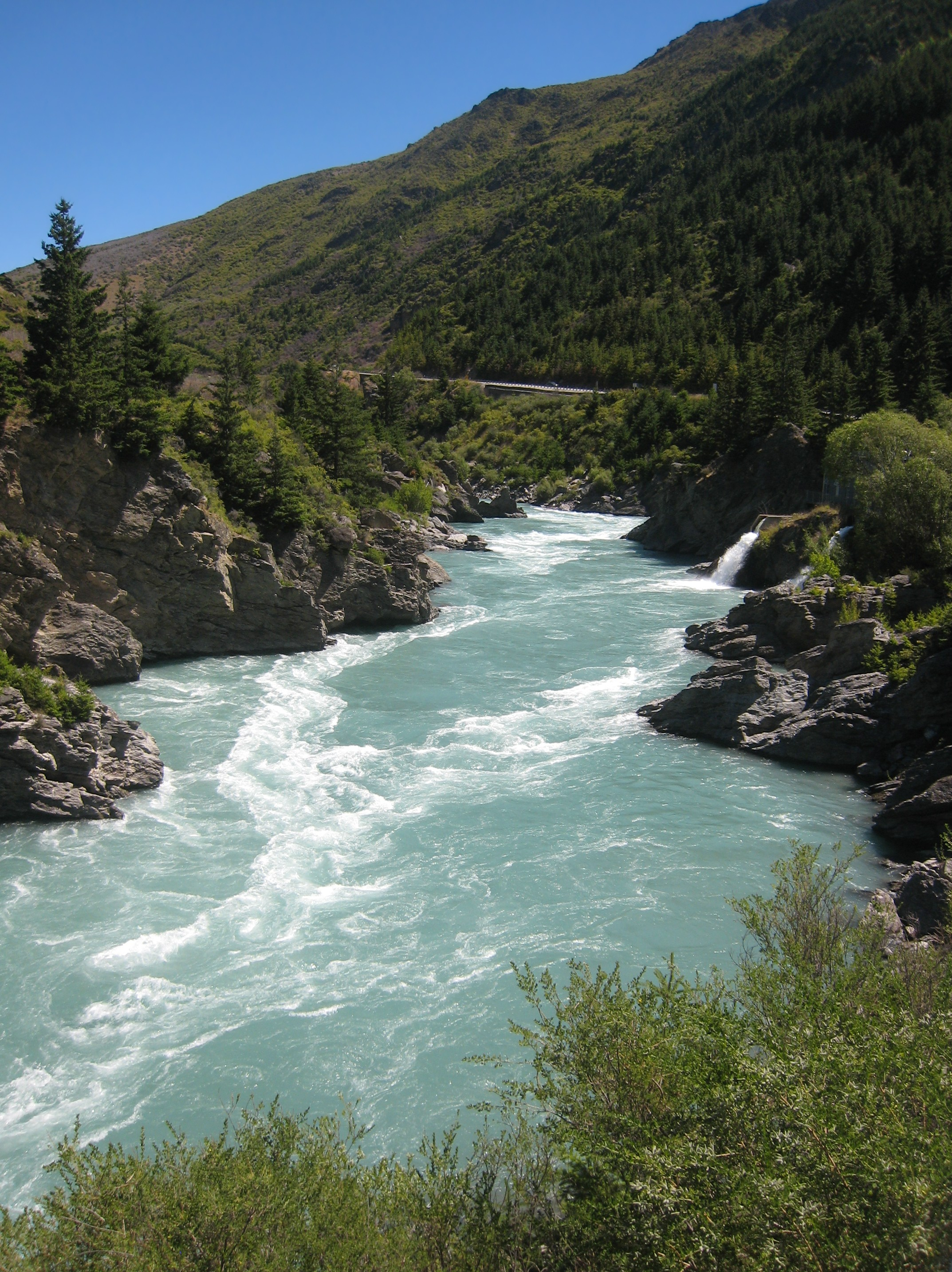
Kawarau Gorge, where Roaring Meg joins the Kawarau River, in central Otago.

| المنطقة الحضرية | تعداد السكان (يونيو 2018) | ٪ من المنطقة |
| --------------- | ------------------------- | ------------ |
| دنيدن           | 122,000                   | 53٫2%        |
| كوينزتاون       | 15,850                    | 6٫9%         |
| Oamaru          | 13,950                    | 6٫1%         |
| وانكا           | 8,890                     | 3٫9%         |
| Alexandra       | 5,510                     | 2٫4%         |
| Cromwell        | 5,160                     | 2٫3%         |
| Balclutha       | 3,990                     | 1٫7%         |
| Arrowtown       | 2,950                     | 1٫3%         |
| Milton          | 1,950                     | 0٫9%         |
| Waikouaiti      | 1,170                     | 0٫5%         |

1. ↑  Includes Mosgiel and ميناء تشالمرز.

## أعلام
- ديلون بيل
- لويزا أليس بيكر
- سكوت بيكر
- بيفان ويلسون
- أرشيبالد باكستر
- إيرني بوث

## روابط خارجية
- مجلس أوتاغو الإقليمي